# Деньги (фильм, 1928)
Деньги (фр. L'argent) — французский немой фильм 1928 года, поставленный режиссёром Л'Эрбье по одноименному роману Эмиля Золя.

## Сюжет
Двое дельцов оспаривают контроль над международным финансовым рынком: Николя Саккар, директор «Всемирного банка», и крупный банкир Альфонс Гюндерман, который, помимо прочего, обладает важным нефтяным трестом. Гюндерман одерживает победу, через посредника помешав голосованию за расширение капитала компании «Континентальный орел», дочернего предприятия Саккара. Многие считают, что Саккар разорен; его любовница баронесса Сандорф переходит в стан врага и присоединяется к Гюндермана. Саккар становится главным спонсором исследований бедного летчика Жака Амлена, с которым его познакомил журналист Юре. Амлен хочет исследовать нефтяные месторождения в Гайане. Саккар убеждает всех, что Гюндерман вместе с ним участвует в этом предприятии. Он просит Амлена согласиться на пост вице-президента товарищества, созданного для поддержки проекта. Амлен соглашается при условии, что ему будет разрешено осуществить 7000-километровый перелет через океан в Гайаны с новым топливом, похожим на то, которое можно будет изготовить из добытой там нефти. Таким образом он хочет остаться самим собой. Саккар очень рад; в этом замера он видит прекрасный рекламный ход. Однако это условие огорчает Лин, жену Амлена.
Гюндерман втихаря через иностранных подручных приобретает акции «Всемирного банка», накапливая таким образом «запасы». После начала перелета возбуждения на бирже достигает пика, и акции растут; вместе с тем растет волнение и тревога Лин. Сообщают, что кто-то якобы видел, как объятый пламенем самолет Амлена упал в океан. Но Саккар получает шифрованную телеграмму с известием о том, что уцелевший летчик приземлился в условленном месте. Саккар по низкой цене скупает резко упавшие акции, и надеется получить огромный доход. Он рассказывает Лин правду и не дает ей покончить с собой.
Амлен строит первую скважину. От переутомления у него начинаются проблемы со зрением. Саккар дает Лин чековую книжку на имя её мужа, по которой она, имея поручение, может выписывать любые суммы, которые только пожелает. На вечеринке в баронессы Сандорф хозяйка повторяет Саккаре то, о чём шепчутся все вокруг: он приближается к банкротству. Своей ловкостью и притягательностью она выводит Саккара из себя и вытягивает для Гюндермана ценные сведения о состоянии его дел. Саккар говорит Лин, что собирается устроить большой бал в её честь и говорит, что всегда хотел её. Она сначала смеется, потом начинает плакать, поняв, что Саккар совсем не шутит. Он угрожает посадить её мужа в тюрьму за необеспеченные чеки, выписанные ею по книжке.
Баронесса Сандорф по секрету сообщает Лин о преступных махинациях Саккара. На балу в её честь Лин хочет выстрелить в Саккара, но баронесса её останавливает. На самом деле, смерть Саккара мгновенно поднимет в цене акции «Всемирного банка». По совету баронессы Лин продает свои акции. Гюндерман поступает так же на крупнейших международных рынках. Саккар арестован. Жак возвращается и тоже попадает под арест. От потрясения зрение у него падает все больше — теперь он плохо видит на оба глаза. Они с Саккаром появляются перед судом. Гюндерман обещает оплатить все обоснованные претензии, как только овладеет большинством акций «Всемирного банка». Он жертвует крупные суммы на благо обществу. Теперь Саккара и Жака обвиняют отдельно. Жака освобождены; его зрение улучшается. Саккара предстоит провести в тюрьме ещё полгода. Он в раздумье о следующем деле уже втягивает туда своего надзирателя.